# Rydzyna (przystanek kolejowy)
Rydzyna – przystanek kolejowy w położony we wsi Kłoda w województwie wielkopolskim, powiecie leszczyńskim, gminie Rydzyna.

## Ruch pasażerski
| Rok  | Wymiana pasażerska na dobę |
| ---- | -------------------------- |
| 2017 | 20-79                      |
| 2022 | 50-99                      |